# Maison de la culture yiddish – Bibliothèque Medem
Das Pariser Maison de la culture yiddish („Haus der jiddischen Kultur“) entstand im Jahr 2002 aus einer Initiative der Medem-Bibliothek, gegründet 1929, und der „Association pour l'enseignement et la diffusion de la culture yiddish“ (Assoziation für den Unterricht und Verbreitung der jiddischen Kultur). Im Herbst 2003 fusionierten die beiden Organisationen und befinden sich heute zusammen in der Adresse der Institution, Rue du Château d’eau Nr. 29, Paris, unter dem Sammelnamen „Maison de la culture yiddish — Bibliothèque Medem“ bzw. „Parizer yidish-tsenter — Medem-bibliotek“ (פּאַריזער ייִדיש־צענטער — מעדעם־ביבליאָטעק).

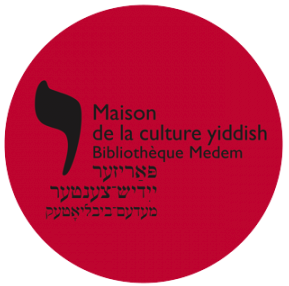
Bibliothèque Medem

In der Institution werden, bedingt durch den Zusammenschluss, zwei Kernaufgaben bearbeitet: zum einen die Verbreitung der Jiddischen Sprache in Sprachkursen und kulturellen Veranstaltungen und zum anderen die Bereitstellung der größten nichtuniversitären Sammlung jiddischer Werke Europas. Die Medem-Bibliothek zählt heute über 30.000 Bücher, darunter etwa 5.000 Exemplare, die vor der Vernichtung durch die Nationalsozialisten gerettet wurden. Sie repräsentiert eine wichtige Quelle jiddisch-französischer Kultur vor 1940.

## Geschichte der Medem-Bibliothek

### Jüdische Arbeitervereine
Von 1880 an wanderten immer zahlreicher osteuropäische Juden nach Frankreich ein. Sie flohen vor den im Zarenreich einsetzenden Pogromen, Antisemitismus und Armut, dem Boykott des jüdischen Handwerks in Polen, der Zwangsverpflichtung zum Militärdienst u. ä. Die eintreffenden Juden waren schlecht „in der Moderne instruiert“, stellt Bernard Vaisbrot in seiner Einführung in die Geschichte der Bibliothèque Medem fest. Die Flüchtlinge verfügten selten über die erforderlichen Sprachkenntnisse und eine ausreichende weltliche Schulbildung, die ihnen einen gesellschaftlichen Aufstieg in Frankreich ermöglicht hätte. So entstand ein osteuropäisch-jüdisches Proletariat, das lange Zeit an überkommenen Lebensformen festhielt und zunächst schwer in die französische Gesellschaft integrierbar schien. Insbesondere in Paris bildete sich ein sozio-politisches Milieu mit zahlreichen kulturellen und politischen Organisationen, dessen hauptsächliche Sprache das osteuropäische Jiddisch war und das spätere jüdische Migranten aus Osteuropa aufnahm.
Der „Jüdische Arbeiterbildungsverein in Paris“ (Parizer yidisher arbeter-bildungs-fareyn) wird 1900 als das erste Organ der Bundisten, die zentrale Organisation jüdischer Sozialisten, ins Leben gerufen. Vier Jahre später entsteht der „Arbeiterverein Kämpfer“ (Arbeter-fareyn kemfer), konzipiert als Organisation für gegenseitige Hilfe. Er unterhält eine kleine Bibliothek, die in keiner Verbindung zur Medem-Bibliothek steht, sowie eine Theatertruppe. In der vereinseigenen Kantine werden bedürftigen Familien beköstigt.

### Der Arbeiterklub Vladimir Medem
1922 wird die „Kultur-Liga“ (Kultur-lige) von linken jüdischen Gruppierungen – Kommunisten, Bundisten und Poale Zion, sozialistischen Zionisten – gegründet. Schon bald zeichnet sich die Vorherrschaft der Kommunisten in der im Grunde paritätisch organisierten Kultur-Liga ab. Andere Fraktionen suchen deren Einfluss zu entgehen. Die Bundisten ihrerseits gründen den „Wladimir Medem-Arbeiterklub“ (Arbeter-klub afn nomen Vladimir Medem), benannt nach dem zentralen Ideologen der Bundistischen Bewegung, oft einfach „Medemverband“ (Medem-farband) genannt.

### Die Nomberg-Bibliothek
Im Februar 1928 beschließen acht osteuropäische Immigranten, Mitglieder des Medem-Verbandes, zu Ehren des Journalisten und Literaten Hersh-David Nombergs eine neue Bibliothek zu gründen – die „Nomberg Bibliothek im Medemverband“ (Nomberg-bibliotek baym Medem-farband). Das Photo vom 16. Februar 1929 zeigt die acht „Gründungsväter“ der Bibliothek, die sich bis heute in ihren Grundformen erhalten hat.
Die Nomberg-Bibliothek wird in der Rue des Francs-Bourgeois Nr. 50 untergebracht – im Marais – zu diesem Zeitpunkt bereits ein Knotenpunkt des jüdischen Kulturlebens. Das Startkapital beläuft sich gerade einmal auf 300 Francs. Um erste Exemplare für die Bibliothek zu finanzieren, wird Ende 1928 eine Soiree veranstaltet, bei dem die vier intellektuellen Gründer, Sholem Asch, Perez Hirschbein, David Einhorn und Zalmen Shneour, gleichsam als jiddische Literaten auftreten. Die Einnahmen werden in erste Bücher und Vitrinen investiert. Die Nomberg-Sammlung erhält Spenden von Sholem Asch, 200 Bücher, und von Baruch Charney Vladeck, dem Manager der New Yorker jiddischen Tageszeitung The Forward, 300 Stück.

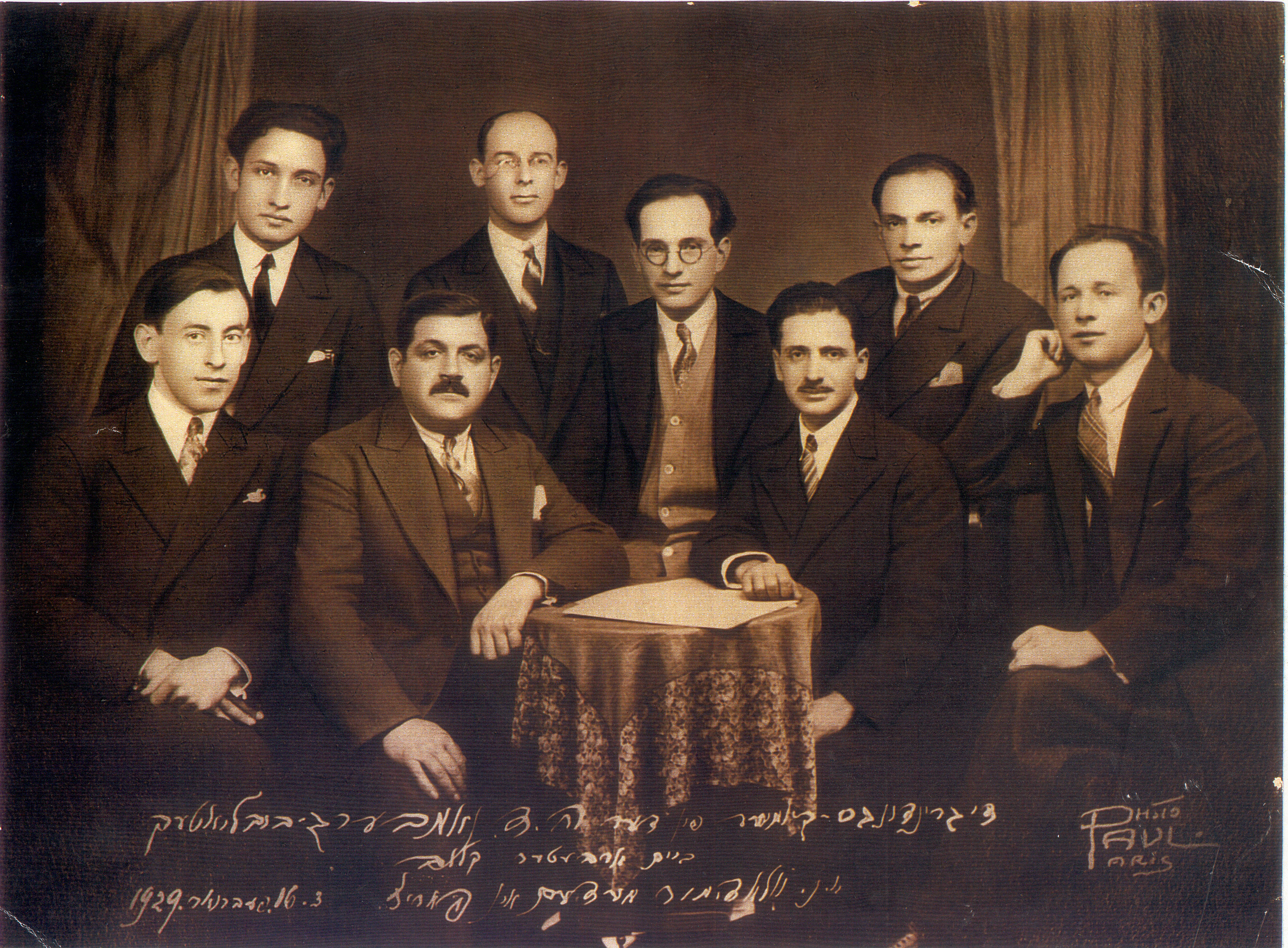
Gründer der Nomberg-Bibliothek, Vorgänger der Medem-Bibliothek (16. Februar 1929) – Kiwa Vaisbrot, Yitskhok Blumenstein, Meir Mendelson, Haim Golub, Leyb Tabacznik, Av. Zusman, Eli Sviranski und David Leber

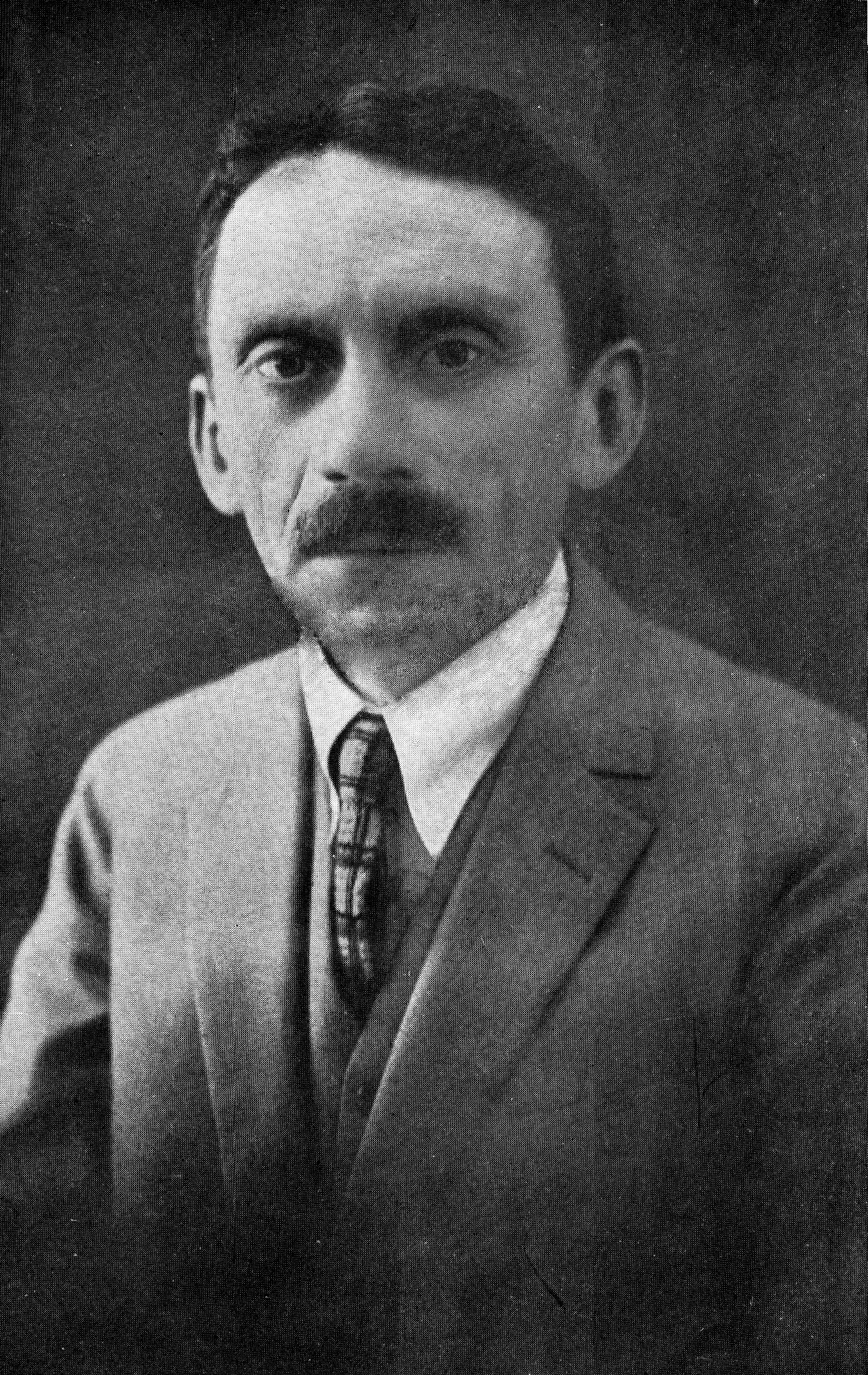
Hersh-Dovid Nomberg (1867–1927), Literat, Namensgeber der Nomberg-Bibliothek

1929 beginnt sich die Gewerkschaft der Kappenmacher („Syndicat des Casquettiers“) aufzulösen, als die Nachfrage nachlässt und sich große Teile in andere Branchen absetzen; Sie vertrauen ihren Besitz, rund 800 Werke, publiziert ab 1895, der Nomberg-Bibliothek an. Weitere Buchspenden, vorwiegend aus den USA, bereichern die Bibliothek kontinuierlich.
Die französischen Bundisten etablieren 1932 den Arbeter-Ring, der seinen Sitz ebenfalls im Marais, in der Vieille-du-Temple Nr. 110, hat. Über Jahrzehnte hinweg wird dieses Gebäude das Zentrum des Bundes in Frankreich sein, der sein Büro im dritten Stock des Gebäudes eingerichtet hat. Auch die Nomberg-Bibliothek richtet sich dort ein, besetzt jedoch gerade einmal zwei Räume – ein Empfangsareal sowie einen Leseraum. Die Bücher werden in schweren Schränken gelagert, was Jahre später das Schicksal der Bibliothek entscheidend beeinflussen wird.
1939 zählt Paris sechs jiddische Bibliotheken in Verbindung mit politischen und kulturellen Bewegungen und zwei private Bibliotheken. Mit 6.200 Büchern ist die Bibliotek unterm nomen Yefim Perniko die größte unter ihnen. Sie wird von der Federatsye fun yidishe landsmanshaftn in Frankraykh geleitet. Das Erbe der nunmehr verblassten Kultur-lige stellt die Yidishe folks-bibliothek untern nomen Sholem-Aleykhem mit 3.800 Exemplaren dar. Die größere der beiden privaten Bibliotheken ist die 1903 gegründete Bibliothèque Kouliche.

### Deutsche Besatzung 1940–1944
Nach dem Statut über die Juden im Oktober 1940 verschlechtert sich das Leben der französisch-jüdischen Gemeinde schlagartig. „Die dringendste Aktivität dieser Bibliotheken war nicht länger, zum Lesen zu animieren, sondern grundlegend Notwendiges zu leisten.“ In allen öffentlichen jüdischen Institutionen entstehen Kantinen und Unterkünfte für Bedürftige.
Nach den großen Massenverhaftungen, darunter die „Rafle du Vél' d'Hiv'“, emigriert bald die Mehrheit der Bundisten aus der unsicheren und bedrohenden Hauptstadt in die unbesetzten südlichen Gebiete Frankreichs (Zone libre).
Im Herbst 1942 betreten Männer der Gestapo die Räumlichkeiten in der Rue Vieille-du-Temple mit dem Ziel, die Bibliothek zu inspizieren und gegebenenfalls Bücher zu beschlagnahmen. Die Kantine wird zu diesem Zeitpunkt noch betrieben, Konservendosen versperren deshalb hüfthoch die 2 Meter hohen Schränke, in denen die Bücher der Nomberg-Bibliothek gelagert werden. Die Männer der Gestapo beschließen, am nächsten Tag zurückzukehren. Nathan Shakhnovski, einer der wenigen in Paris gebliebenen Bundisten, und seine Frau Marguerite, eine in Deutschland geborene Nicht-Jüdin, beschließen, die Bücher in den zweiten Keller, zwei Stockwerke unter der Erde gelegen, zu tragen. Concierge Rozier sowie eine weitere Bundistin, Ika Richter, helfen ihnen dabei. In hölzernen Kisten verstaut, entgehen etwa 3.000 Bücher, einer anderen Quelle zufolge 5.000, der Vernichtung. Diese Exemplare bilden die Basis für ein Fortbestehen der Bibliothek nach 1945.
Zwei der sieben Gründer, Leyb Tabacznik und Eli Shvirinski, fallen der Shoah zu Opfer.

### Nach der Besatzung

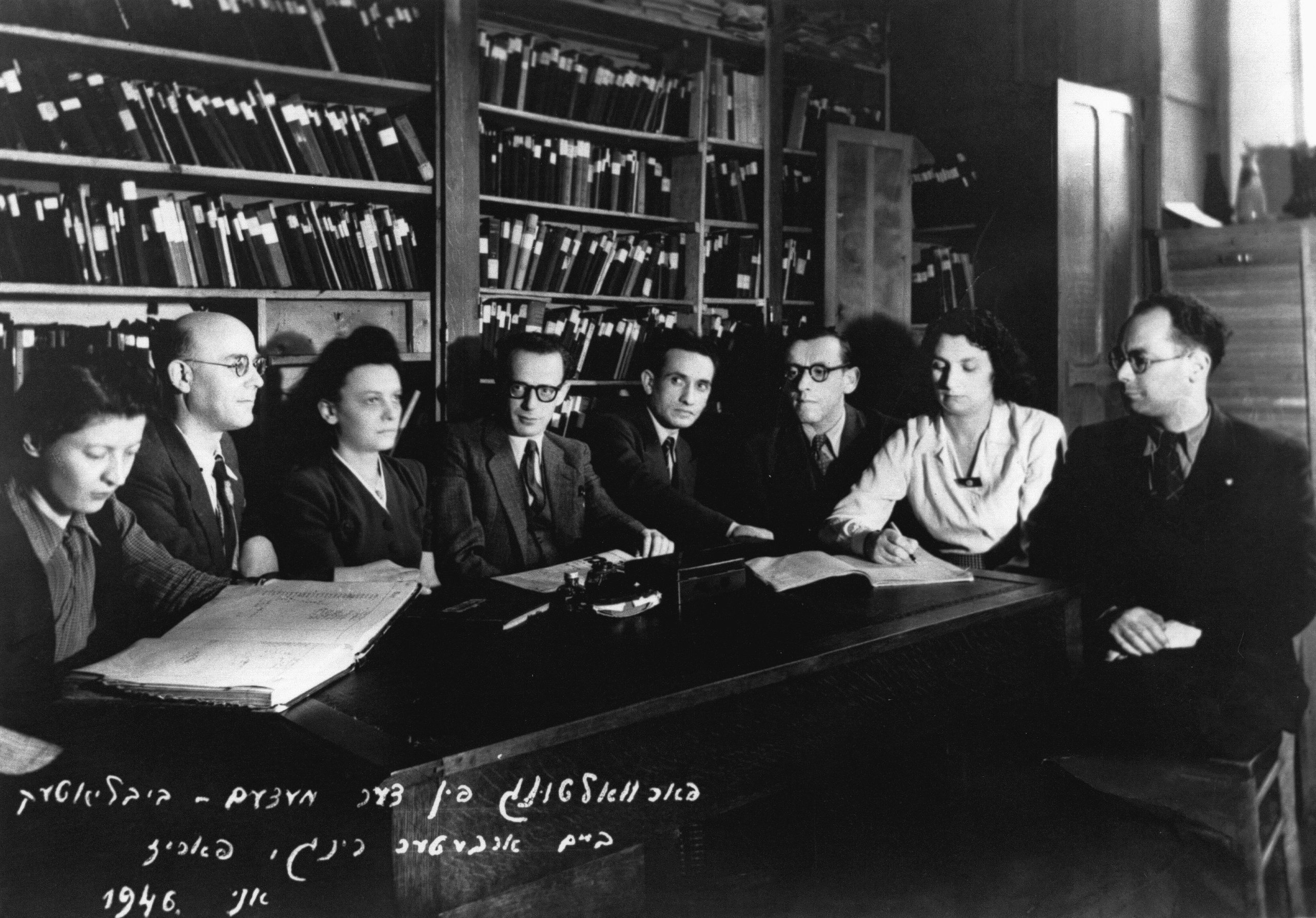
Die Verwaltung der im Jahr 1944 ins Leben gerufenen Bibliothek Medem, (Photo: 1946)

Der Medem-Farband schließt sich nach dem Krieg nicht wieder zusammen, der Arbeter-Ring aber überlebt die Okkupation. Er rückt zunehmend von seiner ursprünglichen radikal-ideologischen Linie ab und widmet sich verstärkt solidarischen Aktivitäten. Die Übersetzung des Namens Cercle amical de secours mutuel („Freundschaftlicher Kreis für gegenseitige Hilfe“) hält diese neue Orientierung, aus der vorangegangenen Verfolgung erwachsen, fest.
Bereits am 4. Oktober 1944 erscheint die Pariser Tageszeitung der Bundisten, Undzer Shtime, wieder. Ein Artikel vom 7. Oktober 1944 mit dem Titel Vegn undzere kultur-oyfgabn erzählt von der geretteten Sammlung, ihrer kulturellen Mission und der Eröffnung einer neuen Bibliothek.

„Deriber muz tsuzamen mitn iberboy fun yidishn lebn forkumen der oyfboy fun yidishn kultureln lebn un in der ershter rey darfn mir zorgn derfar, az di yidishe shreyber, velkhe hobn zikh geratevet fun hitler-gehenem, zoln hobn di breytste meglekhkeytn fun shafn. Es muzn tsurik oyfgeshtelt vern yidishe bibliotekn, leyenzaln un dos glaykhe. Es iz gelungen dem yidish-sotsialistishen farband optsurateven kimat zayn gantse bibliotek. Di dozike bibliotek vet in kurtsn zikh tsurik efenen un zi vet zayn tsum dinst fun di breyte yidishe masn. Ale di, velkhe hobn interes farn yidishn bukh, veln hobn di breytste meglekhkeytn tsu genisn fun ir.“

In einem Gremium wird beschlossen, den Namen der Bibliothek zu ändern. Die bundistische Fraktion, angeführt von Chil Naiman, sucht zu verhindern, dass der ohnehin wenig gebrauchte Name Medems endgültig verschwindet. Sie setzen sich durch – die Sammlung erhält den neuen Namen Medem-bibliothek (baym Arbeter-Ring), den sie bis heute trägt. Am 14. Oktober 1944, einer Woche nach der Ankündigung in Undzer shtime, wird die Bibliothek eröffnet.
Unter dem Einfluss der eintreffenden Überlebenden aus Osteuropa beginnt sich das jüdische Kulturleben in Paris zu erholen, Mitte der 50er Jahre kann ein regelrechter Ausbruch an Interesse verzeichnet werden. Vor allem im Osten Europas gibt sich die Situation anders. „Das YIVO-Institut in Kiew wurde von Stalin außer Kraft gesetzt, das YIVO in Wilnius war glücklicherweise 1938 in die USA ausgezogen. Die königliche Bibliothek in Dänemark und die Bibliotheca Rosenthaliana in Amsterdam sind noch intakt. Aber nichts mehr in Lublin, in Warschau, in Brody, in Kowno.“
Die Bibliothek Medem wächst aber stetig und zieht im Sommer 1965 wegen Platzmangels in das neue Büro des Cercle Amical, in der Rue René-Boulanger, Nr. 52. Dort müssen inzwischen mehr als 10.000 Bücher untergebracht werden.

### Prozess der Transformation

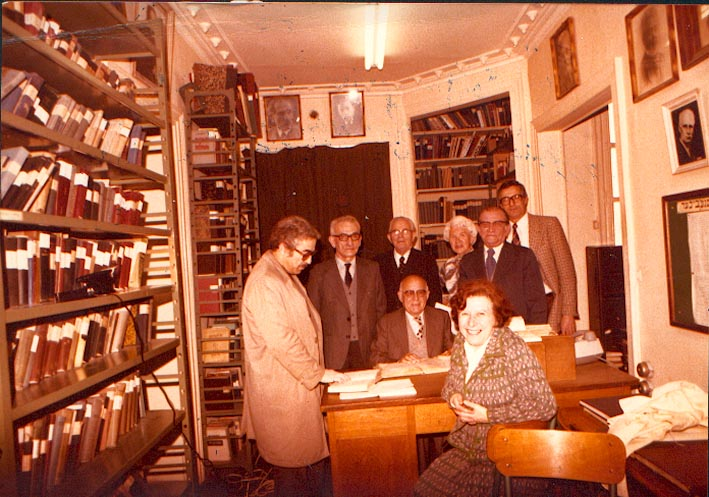
Komitee der Bibliothek
(1970er Jahre, genaues Datum unbekannt)

In den 1970er Jahren tritt einer Phase des Wandels ein. Es wird erkannt, dass sich aufgrund sprachlicher Assimilierung und Abnehmens des jüdischen Unterrichts die Stammkundschaft nicht durch sich selbst ersetzten wird. Die zweite Generation der Immigranten kommt ab 1968–1969 verstärkt, um sich dem jüdischen Erbe zu widmen, vorwiegend Studenten. Die Bibliothek weitet ihr Inventar auf französische Werke aus und öffnet sich so einer breiteren Öffentlichkeit.
Eine noch stärkere öffentliche Resonanz erhält die Bibliothek im Jahr 1978, als Isaac Bashevis Singer als erster und bis dato einziger jiddischer Literat den Nobelpreis für sein Lebenswerk entgegennimmt. Jiddische Zentren beginnen überall in Europa zu sprießen, so z. B. in Belfast, London, Cambridge, Potsdam. Die Bibliothek Medem widmet sich in vollem Ausmaß diesem Boom, stellt Materialien für die jungen Institutionen zur Verfügung und baut somit ihr Netzwerk an Verbindungen aus. Als das Centre Pompidou im selben Jahre dem Jiddischen eine Themenwoche widmen will, kommt ihm die Bibliothek zu Hilfe.

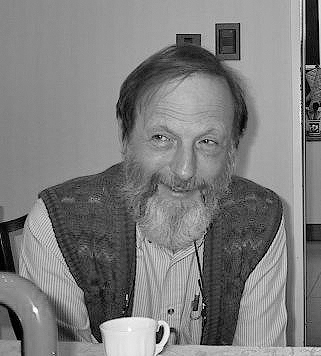
Yitskhok Niborski, seit 1979 in der Medem-Bibliothek beschäftigt, Professor an der INALCO (Photo: 12. September 2006)

Anfang 1979 beschlossen die Leiter der Bibliothek, eine Organisation nach dem französischen Gesetz von 1901 ins Leben zu rufen, mit dem Ziel, ihre kulturelle Mission autonom zu verfolgen. Am 13. Februar 1979 wird der formelle administrative Akt mit der Deklaration bei der Polizei-Präfektur abgeschlossen. Der genaue Wortlaut im „Journal officiel de la République française“ wie folgt:

« 13 février 1979. Déclaration à la préfecture de police. Association Bibliothèque MEDEM. Objet: mise à disposition et emprunt de livres à domicile: lecture et étude des livres sur place; promotion de la langue et de la culture yiddish. Siège social: 52, rue René-Boulanger, 75010 Paris »

„13. Februar 1979. Deklaration bei der Polizei-Präfektur. Verein Bibliothèque MEDEM. Objekt: Bereitstellung und Heim-Verleih: Lesen und Studieren der Bücher vor Ort; Förderung der jiddischen Sprache und Kultur. Geschäftssitz: 52, rue René-Boulanger, 75010 Paris“

Die Sammlung bleibt an der alten Adresse, doch verweist die administrative Regelung auf die formale Trennung vom Arbeiter-Ring. Die privilegierten Verbindungen bleiben trotzdem bestehen.
Die Ankunft von Yitskhok Niborski im Oktober 1979 bestätigte diese Entwicklung. Er wird engagiert, um einen kompletten Katalog der Bibliothek zu erstellen, dessen Ziel eine alphabetische wie thematische Einteilung der Sammlung ist. Bis zu diesem Zeitpunkt müssen sich die Leser auf das Gedächtnis des Direktors der Bibliothek, Kiwa Vaisbrot, verlassen. Die Entscheidung nach Paris zu gehen, begründet Niborski selbst mit der damaligen prekären wirtschaftlichen und politischen Situation in Argentinien. Das Angebot der Bibliothek in Paris erschien ihm als das attraktivste, und so verließ er mit seiner Familie seine Heimat in der Hoffnung, in Frankreich fruchtbare kulturelle Gegebenheiten vorzufinden.
Ursprünglich nur für drei Monate vertraglich gebunden, setzen sich jedoch jiddischistische Kreise für sein Verbleiben ein. Er wird bald zu einer zentralen Figur jiddischer Studien in Frankreich. Den Status als unabdingbare Institution in Sachen Jiddisch verdankt die Bibliothek Medem nicht zuletzt seinem dynamischen Auftreten. Unter seinem Einfluss weitet die Bibliothek Medem ihre Tätigkeit als Bildungsinstitution aus, jiddischophone Sänger, Forscher und Studenten suchen seinen Rat. Gilles Rozier, derzeitiger Präsident der Mediathek, bezeichnet ihn zusammen mit Rachel Ertel, ebenfalls Jiddistin an der INALCO, gar als „Garanten der Renaissance des Jiddisch in Europa“.

#### Aufnahme größerer Sammlungen
Anfang der 1990er Jahre brach das Netzwerk der Union des Juifs pour la Résistance et l'Entr'aide („Union der Juden für den Widerstand und die gegenseitige Hilfe“, UJRE), eine große jüdisch-kommunistische Organisation der Nachkriegszeit, aufgrund abnehmender Mitgliederzahlen langsam zusammen. 1993 erhält die Bibliothek Medem den Großteil der gelagerten Bücher, rund 5.000 Exemplare, darunter ein Teil des ehemaligen Besitzes der Kultur-lige der 1920er Jahre und eine beinahe komplette Sammlung sowjetischer Publikationen. Die oben erwähnte private Sammlung der Kouliche Bibliothek wird im selben Jahr der Bibliothek Medem übergeben, ungefähr 2.000 Bücher darunter viele Vorkriegs-Publikationen. Ein Jahr darauf wird auch der Nachlass des jiddischen Schreibers Henri Slovès, etwa 700 Bücher, in den Bestand aufgenommen.
Im Jahr 1993 wird die Bibliothek Medem somit zur größten ihrer Art in Europa. 1995 konstatiert Gilles Rozier, Präsident der Bibliothek, dass die Sammlung „jedes Jahr […] beinahe 10.000 Bücher“ an Hinterlassenschaft aufnimmt, „die uns Privatpersonen bereitstellen“. Die Welt geht 1997 immerhin noch von 3.000 jährlichem Zuwachs an Büchern aus – „es werde ein bisschen eng in der Rue René-Boulanger“. Der Platz in der Rue René-Boulanger reicht bei diesem Zufluss schon längst nicht mehr aus. So berichtet der Figaro, dass man kaum mehr die Fliesen des ehemaligen Badezimmers erahnen könne – so vollgestopft sei es – und sich selbst noch im Küchenschrank Bücher befänden.

## Association pour l’Enseignement et la Diffusion de la Culture Yiddish
Die A.E.D.C.Y wird im Jahre 1981 gegründet. Bezeichnenderweise fällt ihre Gründungszeit in eine Periode der Abnahme des Interesses an der jüdischen Kultur. Einer der Hauptinitiatoren dieser Assoziation ist Yitzhok Niborski, Professor für Jiddisch am INALCO (Institut National des Langues et Civilisations Orientales, Paris VII) und, wie oben erwähnt, einer der prinzipiellen Akteure der Bibliothek Medem.
Die Verbreitung der jiddischen Sprache steht im Mittelpunkt, dazu werden Sprachkurse sowie kulturelle Aktivitäten organisiert. Sie unterhält eine Theatertruppe und einen Chor, die lange Jahre unter der Leitung des 2006 verstorbenen Autors und Komponisten Jacques Grober stand. Monatlich wird eine jiddischophone Zeitschrift herausgegeben. Die Assoziation erreicht ein Maximum von 500 Mitgliedern, vergleichbar mit der Anzahl der Mitglieder der Bibliothek Medem.

### Zusammenschluss
Aufgrund des ähnlichen Publikums, den deckungsgleichen Interessen und nicht zuletzt der mannigfaltigen Kooperation nähern sich die beiden Organisationen einander an. Sprachkurse und andere Aktivitäten der A.E.D.C.Y werden oft in den Räumlichkeiten der Bibliothek veranstaltet. Die freiwilligen Helfer engagierten sich großteils gleichzeitig in beiden Institutionen.
Diese engen Verbindungen bewirkten, dass am 14. Oktober 2002 das „Maison de la Culture Yiddish/Bibliotheque Medem“ unter der Regie Beider eröffnet wurde. Die damit einhergehenden administrativen Schritte dessen werden mit dem 10. Februar 2002, der Deklaration des neuen Titels, „Bibliothèque Medem – Maison de la culture yiddish“ bei der Polizei-Präfektur, abgeschlossen. Dies betrifft aber nur die eine Seite der Fusion in spe. Auf Seiten der AEDCY, deren offizieller Name schon im Vorhinein in „Maison de la culture yiddish – AEDCY“ geändert wurde, um die Irritation der Mitglieder in Grenzen zu halten, wird am 10. Dezember 2002 die Fusion mit dem „Maison de la culture yiddish – Bibliothèque Medem“ offiziell verlautbart. Das Projekt erhielt den Namen der letzteren, gleichzeitig wird aber auch die jiddische Bezeichnung „Parizer yidish-tsenter – Medem bibliotek“ in den Titel aufgenommen.
Die Lokalitäten befinden sich nun unter der Adresse Rue du Château d’eau Nr. 29. Heute beschäftigt das Maison de la Culture Yiddish fünf Mitarbeiter sowie neun Professoren – mehrheitlich bereits in den früheren Vereinen tätig. Die existenzielle Basis der Institution bilden die ungefähr zwanzig freiwilligen Mitarbeiter.
Seit dem Jahr 2005 arbeitet die Institution mit dem österreichischen Gedenkdienst zusammen und empfängt jährlich einen Gedenkdiener.

## Selbstverständnis
Jahrzehntelang von der bundistischen bzw. sozialistischen Tradition beeinflusst, öffnete sich die Bibliothek Medem politisch entsprechend ihrer immer heterogeneren Klientel. Das Maison de la Culture Yiddish versteht sich heute als Sprachrohr jeder Art jüdischen Denkens. Durch die Aufnahme zahlreicher öffentlicher und privater Sammlungen wurde auch das literarische Profil der Bibliothek zunehmend pluraler. Dennoch bleibt die MCY bis heute ihrem säkularen Selbstverständnis treu. Die weltanschaulichen Bezugsgrößen bleibe die humanistische Tradition und ein prinzipieller Internationalismus, der nach der Aussage des langjährigen Direktors Kiwa Vaisbrot zudem „keineswegs kompatibel mit einer nationalen Konzeption des jüdischen Volkes“ sei.
Das Kulturhaus ist bestrebt, das jiddische literarische Erbes Europas zu erhalten sowie jiddische Sprache und eine lebendige Kultur in Sprachkursen und Veranstaltungen zu vermitteln. So wurde etwa das Stück „Jonas und der Wal“ (Yoynes un der valfish) von Haim Sloves unter der Regie von Charlotte Messer am 25. Januar 2004 im Pariser Theater Dejazet aufgeführt – als erstes vollständiges Theaterstück seit 30 Jahren, das in jiddischer Sprache in Paris aufgeführt wurde. Die Unterstützung der elfköpfigen Amateur-Theatergruppe sowie der Vertrieb der Videokassette des Stückes ist eine von zahlreichen Initiativen des Maison de la Culture Yiddish.

## Bibliothek
1929 wurde die Nomberg-Bibliothek, Vorgänger der Medem-Bibliothek, mit 500 Büchern gegründet. 1939 wurden bereits 3.000 Exemplare gezählt, 1949 waren mehr als 10.000 Bücher im Bestand. Heute stellt sie bereits 30.000 Bücher in jiddischer (20.000) und anderen Sprachen (10.000) bereit, darunter französisch, hebräisch, englisch, deutsch und polnisch.
Die Mediathek zählt 4.000 jiddische (Volks-)Lieder, Klezmer und liturgische Gesänge, 500 Partituren und 150 Videos.
In die Bibliothek wurde eine große Sammlung an Yizker-bikher, Bücher des Gedenkens und der Trauer, integriert, publiziert von den Überlebenden der Shoa. Die Bibliothek konserviert ebenso besonders wertvolle Werke des 18. und 19. Jahrhunderts, darunter ein Kines-Buch, Buch der Wehklage, auf Jiddisch, herausgegeben 1718 in Amsterdam. Auch ein Seyfer Lev tov (Amsterdam, 1723) und ein Seyfer Yosipon (Amsterdam, 1771) sowie eine Serie an Gebetbüchern für festliche Anlässe mit der Übersetzung ins Jiddische (Amsterdam, 1768).

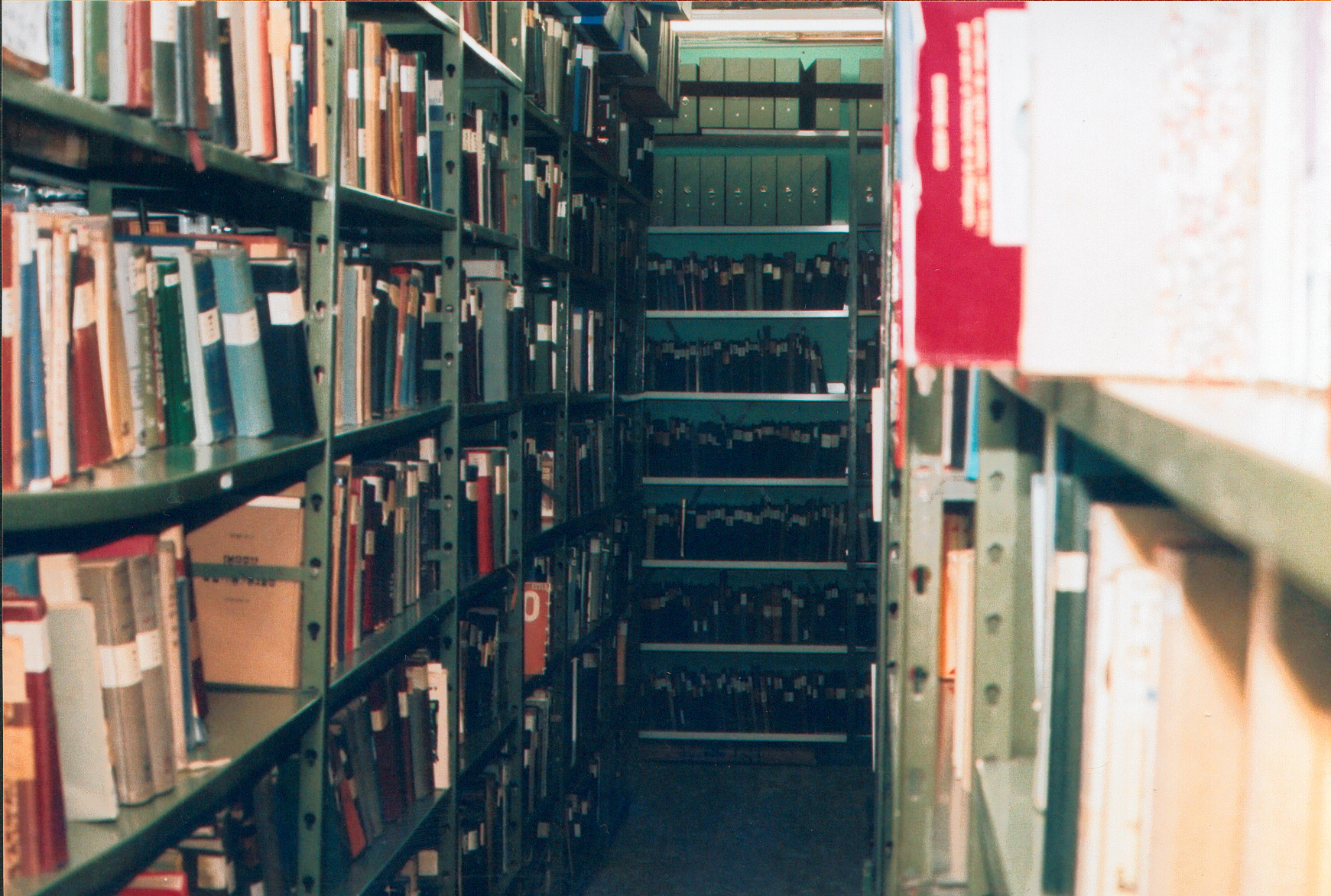
Lagerräume der Bibliothek

Genannt werden sollten auch die Werke jiddische Literaten zwischen 1910 und 1920, die reichlich von jüdischen Künstlern wie Marc Chagall, Yoysef Tshaykov oder El Lissitzky illustriert wurden. Eine der interessantesten Bücherreihen stellen die rund 150 Exemplare der so genannten Shund-Literatur dar, sentimentale Literatur für die breite Öffentlichkeit. In Form von broschürenartigen Büchlein wurden sie Ende des 19., Anfang des 20. Jahrhunderts vorwiegend in Russland oder den Vereinigten Staaten publiziert.
Fehlende Exemplare der beiden Serien von Haynt und Folkstsaytung aus Warschau und Lodz während der Zwischenkriegszeit wurden vor Kurzem beim YIVO-Institut auf Mikrofilm erworben.
1999 wurde das Angebot der Bibliothek Medem durch Archive jiddischer Zeitungen in Paris bereichert. So wurden zahlreiche Exemplare von Undzer vort, Undzer veg und Arbeter-vort aufgenommen und bieten einen Querschnitt aus der jüdisch-französischen Gesellschaft nach 1944/1945.
Das Archiv besitzt die privaten Sammlungen mehrerer jiddischer Schriftsteller oder Persönlichkeiten der Öffentlichkeit, bereitgestellt von deren Nachkommen. Darunter:
- Lili Berger (1916–1996)
- Jacques Burstein-Finer (1908–1996)
- Bentsyen Frydman  (1893–1984)
- Shmarye Gutman (1897–1975)
- Alter Kacyzne (1885–1941)
- Shmuel Kerner (1907–1999)
- Rivke Kope (1910–1995)
- Mordkhe Litvine (1903–1993)
- Menuha Ram (1916–2000)
- Moyshe Waldman (1911–1996)
- Khayim Sloves (1905–1988)
- Moyshe Broderzon (1890–1956)
- Kiwa Vaisbrot[28]

## Kulturelle Aktivitäten
Es werden rund 15 verschiedene Kurse auf allen sprachlichen Niveaus angeboten, die von namhaften Professoren wie Yitskhok Niborski, Professor für jiddische Sprache und Literatur am INALCO, geleitet werden. Pro Jahr nehmen daran ungefähr 200 Personen teil. Die Kurse werden durch ein monatliches Seminar der jiddischen Literatur und französischen Konferenzen ergänzt.
Auf die Initiative von Marthe Desrosières und Estelle Hulack wurde das „Atelier Klezmer“ ins Leben gerufen. Es vermittelt Musikern einen Eindruck der Stilrichtung. Dazu werden international renommierte Musiker wie David Krakauer (ehemaliges Mitglied der Klezmatics), Josh Dolgin, Karsten Troyke oder Bob Cohen eingeladen.
Die Kindershul für Kinder zwischen drei und elf Jahren wird alle zwei Wochen sonntags abgehalten. Sie verbindet den Unterricht der jiddischen Sprache und Kultur mit spielerischen Aktivitäten wie plastischen Arbeiten, Musik oder Theater.
Die Theatergruppe unter der Regie von Charlotte Messer führt jährlich ein Theaterstück auf, „Jonas und der Wal“ (Yoynes un der valfish) von Haim Sloves bildete im Jahr 2004 eine Premiere. 2007 wird Di tsvey Kune-Leml, ein Stück von Abraham Goldfaden, im Theatre Menilmontant aufgeführt.

## Publikationen
In Zusammenarbeit mit der AEDCY wird halbjährlich die Zeitschrift Der Yidisher Tam-Tam herausgeben, die vorwiegend Studenten ansprechen soll. Sie erreicht eine Auflage von 450 Stück und wird gleichzeitig im Internet angeboten, mit monatlich 700 Downloads. Die Redaktion bilden Studenten, beaufsichtigt von einem professionellen Editoren-Team.
Andere Publikationen stellen beispielsweise ein „Wörterbuch für Wörter hebräischen und aramäischen Ursprungs“ (Verterbukh fun di loshn-koydesh-shtamike verter in yidish) von Yitskhok Niborski und Simon Neuberg oder der Sprachkurs Hulyet, kinderlek! für Kinder, verfasst von Annick Prime-Margolis, dar. Unabdingbar und beliebt auf der ganzen Welt sind Werke wie das „Jiddisch-Französisch Wörterbuch“, eine Zusammenarbeit zwischen Yitskhok Niborski und Bernard Vaisbrot, ebenso wie das „Französisch-Jiddisch Wörterbuch“ von Samuel Kerner und Bernard Vaisbrot.
Zusätzlich werden ältere Werke jiddischer Literaten in neuer Auflage publiziert, so zum Beispiel Un bonjour du pays natal, Poesie von Miriam Ulinover in bilingualer Form von Natalia Krynicka oder Est et Ouest / Déraciné von Wolf Wieviorka, übersetzt von Batia Baum und Shmuel Bunim.
Vollständige Liste der Publikationen:
- A la croisée des chemins et autres nouvelles traduites du yiddish, Dovid Umru, 2006
- Tshiriboym – Nouveau chants yiddish, Jacques Grober, 2006
- En chemin – Oyfn veg – Chants populaires yiddish harmonisés, Jean Golgevit, 2006
- Le chant du peuple juif assassiné, Yitskhok Katzenelson, 2005
- La culture yiddish aujourd’hui, 2004
- Un bonjour du pays natal, poèmes, Miriam Ulinover, übersetzt von Batia Baum und herausgegeben von Natalia Krynicka, 2003
- Est et ouest / Déracins, Wolf Wieviorka, übersetzt von Batia Baum und Shmuel Bunim, 2004
- Dictionnaire yiddish-français, Yitskhok Niborski und Bernard Vaisbrot
- Dictionnaire des mots d'origine hébraïque et araméenne en usage dans la langue yiddish, Yitskhok Niborski und Simon Neuberg, 2. Edition
- Dictionnaire français-yiddish, Samuel Kerner und Bernard Vaisbrot
- Hulyet, kinderlekh: a yidish lernbukh far kinder, Annick Prime-Margulis
- L’Eclat des crépuscules: Oser Warszawski (1898–1944), un écrivain yiddish entre chien et loup, Ausstellungskatalog, 1998

## Budget
1999 verfügte die Medem-Bibliothek noch über ein Budget von 850.000 Francs. Innerhalb von fünf Jahren vervierfachte es sich aufgrund des Zusammenschlusses der Bibliothek Medem und dem AEDCY. Die eigenen Einnahmen werden vorwiegend durch die zahlreichen kulturellen Veranstaltungen und die Publikationen erreicht.
Die Bibliothek bezieht Geld von regulären institutionellen Quellen (Kulturministerium, „Nationalzentrum des Buches“, Stadt Paris), außerplanmäßige Unterstützung von jüdischen Institutionen (Fondation du juidaisme français) oder dem vereinigten jüdischen Sozialfonds. Außerdem verlässt sich das Maison de la Culture Yiddish auf die Großzügigkeit privater Organisationen sowie der Öffentlichkeit.

## Publikum
Im Jahr 2006 zählte das Maison de la Culture Yiddish rund 2.000 Mitglieder, darunter 232 „Adhésions familiales“ (Familienmitgliedschaften). Die überwiegende Mehrheit dieser Mitglieder kommen nach wie vor aus Paris (69 Prozent), gefolgt von den Pariser Vororten (29 Prozent). Laut Angaben auf der Website konnten während des Jahres 2006–2007 187 Einschreibungen bei Jiddischkursen, 245 beim Kunst-Atelier und 95 bei anderen kulturellen Veranstaltungen verzeichnet werden. Er wird eine jährliche Besucherzahl von 25.000 Menschen angegeben.
In der aufschlussreichen Diplomarbeit von Juliette Ostier zur Situation der jiddischen Sprache in Frankreich wird die zentrale Position des Maison de la Culture Yiddish in der jiddischophonen Pariser Gesellschaft beschrieben. Besonders stark sind nach wie vor die Verbindungen zum universitären Umfeld. 100 Prozent der befragten Studenten/Privatpersonen, die einen Jiddisch-Kurs einer Pariser Universität besuchen, kennen die Institution, 83,3 Prozent davon haben sie bereits besucht. 16,7 Prozent derselben behaupten, dort bereits einen Jiddisch-Kurs besucht zu haben.
So könnte der Eindruck entstehen, dass Studenten die Hauptklientel der Sprachkurse und kultureller Aktivitäten des Maison de la Culture Yiddish darstellen. Tatsächlich, so hebt Eva Johanna Mangold in ihrer Diplomarbeit „Jiddisches und Jüdisches in Paris: La Maison de la Culture Yiddish“ hervor, ist es nach wie vor so, dass die Muttersprachler der 1. bzw. 2. Immigranten-Generation in der Mehrheit sind. Sie könnten zwar Jiddisch sprechen, aber es weder lesen noch schreiben.
Seit Beginn ihrer Tätigkeit versucht das Maison de la Culture Yiddish, neue Zielgruppen zu erschließen. Mit Publikation wie Sprachmethoden für Kinder oder jiddischen Märchenbüchern genauso wie mit kindergerechten Veranstaltungen (Kindershul, Atelier enfants) wird die neue Generation angesprochen. Diese Sensibilisierung wird als lebenswichtig für die jiddische Sprache angesehen. Ein dahingehendes Engagement ist auch objektiv betrachtet notwendig, wie Juliette Ostier zeigt: nur 46,2 Prozent jener, die einen Sprachkurs des Maison de la Culture Yiddish besuchen, wollen, dass ihre Kinder Jiddisch sprechen. Noch negativer ist die Situation innerhalb der Studentenschaft. 87,5 Prozent gaben entweder keine Antwort auf die ihnen gestellte Frage oder standen dem indifferent gegenüber.